# 地方政府财政重整
中华人民共和国的地方政府财政重整是指地方政府性债务风险事件达到重大级别后，依规采取开源节流的应急财政措施来化解风险。
国务院办公厅发于2016年10月27日的《关于印发地方政府性债务风险应急处置预案的通知》（国办函〔2016〕88号）定义了其具体内容。

## 历史
- 2018年，四川省资阳市的雁江区和安岳县率先实施“财政重整”，两地均为县级行政单位。[2]

- 2021年7月，黑龙江省鹤岗市政府召开第十六届第七十二次常务会议，鹤岗市将启动财政重整计划，要汇聚工作合力，牢固树立“一盘棋”思想，坚定信心，共渡难关，通过开源节流、摸清家底、监管到位等有效措施，推动财政运行逐渐恢复正常。[3]